# Friedrich Klose
Friedrich Klose, född 29 november 1862, död 24 december 1942, var en tysk tonsättare.
Klose var elev bland annat till Anton Bruckner. Han kan närmast sägas representera en nyromantisk riktning. Liksom Hector Berlioz använde Klose gärna en stor ljudande apparat. Han har skrivit en mässa, operan Ilsebill, oratoriet Der Sonnegeist, den symfoniska dikten Das Leben ein Traum med mera.